# Ганс Каутський
Ганс Каутський (нім. Hans Kautsky; 13 квітня 1891, Відень — 15 травня 1966, Камнишка Бистриця, Словенія) — австрійський хімік, першовідкривач синглетного молекулярного кисню, флюоресценції хлорофілу, а також названого його ім'ям ефекту Каутського. Він також зробив значний внесок у вивчення асиміляції вуглекислого газу та хімію кремнію.

## Сім'я
Батько Ганс Вільгельм Йосип Каутський (1864—1937) був професором мистецтв і живописцем при імператорському дворі Пруссії та працював у Відні та Берліні. Молодші брати Роберт Каутський (1895—1962; Віденська державна опера — головний майстер з реквізиту) та Фріц (геолог у Швеції). Дідусь Венцель Йоганн Баптист Каутський (1827—1896) був художником та сценографом у Празі, бабуся Мінна Каутська (1837—1912) була акторкою та письменницею. Дядько Ганса Каутського — соціал-демократичний теоретик Карл Каутський (1854—1938). Ганс був старшою дитиною у сім'ї з п'ятьох дітей, у нього було два брати та дві сестри.
Син Ганса Каутського, доктор Ганс Каутський-молодший, здобув освіту океанографа у Лейпцигу та протягом багатьох років керував дослідженнями на знаменитому кораблі «Метеор», а також був членом Міжнародного агентства з атомної енергії у Парижі та Відні.

## Біографія
Ганс Каутський спочатку здобув освіту живописця та рисувальника у Голландії, хоча змалку більше цікавився хімією. У 1911—1917 роках Каутський вивчав хімію у Берлінській вищій технічній школі. Під час Першої світової війни проходив військову службу у випробувальній лабораторії з контролю якості виробництва протигазів. У 1919 році одружився з подругою юності — Марте Урбан, вони прожили у гармонійному шлюбі понад 40 років. У 1920 році у них народився син. Після війни він працював помічником в Інституті кайзера Вільгельма під керівництвом Герберта Фрейндліха та у 1922 році здобув докторський ступінь, захистивши дисертацію з ненасичених сполук кремнію. У 1928 році він захистив докторську дисертацію у Гейдельберзі, де у 1934 році отримав звання асистент-професора неорганічної хімії. З весни 1936 до 1945 рік Каутський викладав у Лейпцизькому університеті у званні професора кафедри неорганічної та структурної хімії. У 1943 році його інститут було зруйновано. Американці високо оцінили дослідження у Лейпцизькому університеті та у червні 1945 року перевезли професора до Вайльбурга. З 1947 року він намагався заново організувати інститут неорганічної хімії в університеті Марбурга, де отримав посаду професора, але зазнав невдачі.

## Наукові роботи
Основним напрямом наукової діяльності Каутського була хімія кремнію. Зокрема він вивчав утворення силоксанів, двовимірних полімерних сполук кремнію, кисню та водню з дисіліциду кальцію (CaSi2). Поряд із цим він займався вивченням гідрозолів кремнієвої кислоти з розрахунку на можливість їх застосування для каталізу. До його інтересів також належала хімія поверхні, а саме аспект енергетичних перетворень на поверхні (флюоресценція, фосфоресценція та фотохімічні реакції). Він проводив великі дослідження з флюоресценції хлорофілу у контексті перетворення сонячної енергії на хімічну у процесі асиміляції вуглецю. Іменем Каутського названий один із силоксенів — силоксен Кауцького.
Професор Каутський та його співавтор А. Гірш виявили збільшення флюоресценції витриманих у темряві об'єктів фотосинтезу після опромінення їх світлом, спостерігаючи зміну флюоресценції виключно за допомогою своїх очей. Вони опублікували ці спостереження в односторінковій статті «Нові експерименти з асиміляції діоксиду вуглецю» у журналі «Naturwissenschaften». Зміна флюоресценції хлорофілу у часі мала хорошу негативну кореляцію з кривою поглинання CO2, раніше опублікованою Отто Варбургом у 1920 році.
Каутський натрапив на феномен флюоресценції хлорофілу завдяки щасливому випадку. Тоді головувало уявлення, що молекула хлорофілу безпосередньо пов'язує CO2 і, поглинаючи енергію світла, безпосередньо перетворюють їх в енергію хімічного зв'язку. Коли Каутський у своїй роботі 1931 року заявив, що флюоресценція хлорофілу не змінюється залежно від вмісту у навколишньому середовищі CO2, більшість вчених вважала, що його обладнання несправне: здавалося немислимим, що флюоресценція ніяк не залежить від концентрації вуглекислого газу. Каутський, хоч і не був фізіологом рослин, а здобув освіту у галузі фізичної хімії, припустив, що світлові реакції та фіксація вуглекислого газу — це два окремі процеси фотосинтезу. Його ідея залишалася невизнаною аж до 1951 року, коли була опублікована робота Рабіновича та Дюйзенса, і з'явилася концепція темнової та світлової фази фотосинтезу.
Досліджуючи флюоресценцію хлорофілу у живих об'єктах, Каутський і колеги помітили, що вона суттєво слабша за яскраво-червону флюоресценцію екстракту хлорофілу і до того ж згасає з часом. Намагаючись пояснити цей феномен, вони припустили, що відбувається гасіння флюоресценції якоюсь невідомою молекулою. Каутський припустив, що цією молекулою може бути кисень. Щоб довести цю ідею, він провів простий експеримент: фарба-фотосенсибілізатор закріплювалася на силікагелевій підкладці та поміщалася в один розчин з органічним субстратом, також закріпленим на підкладці. При опроміненні світлом відбувалося окислення субстрату, з чого випливало, що окислення опосередковане якоюсь газоподібною частинкою. Каутський також виявив, що кисень гасить флюоресценцію й уповільнену флюоресценцію барвників, закріплених на підкладці. З цих результатів, а також спираючись на дані Роберта Маллікена, який нещодавно розшифрував структуру енергетичних рівнів O2, він зробив правильний висновок, що у процесі фотосинтезу та фіксації O2 може відбуватися перенесення енергії на кисень з утворенням синглетного кисню 1O2. Однак він неправильно вважав, що кисень може бути першим акцептором енергії або електронів у ЕТЛ фотосинтезу. Проте на той час цю концепцію не визнали, а праці Каутського тривалий час ігнорувалися через свою інноваційність. Каутський помер, не знаючи, що у 1964 році, майже 33 роки після його першої публікації у цій галузі, його висновки про важливість кисню у процесі фотосинтезу повністю підтвердилися.